# Football Manager 2019
Football Manager 2019 é um jogo eletrônico de simulação e gerenciamento de futebol desenvolvido pela Sports Interactive e publicado pela Sega. Ele foi lançado mundialmente em 2 de novembro de 2018 para Windows e macOS. Uma versão projetada para celulares, intitulada Football Manager 2019 Mobile, foi lançada no mesmo dia para iOS e Android, ao lado da versão Football Manager 2019 Touch, projetada para tablets. A versão Touch também foi lançada mais tarde no mesmo ano para Nintendo Switch.

## Jogabilidade
Football Manager 2019 apresenta uma jogabilidade semelhante à do resto da série Football Manager. O jogo consiste em assumir o comando de um time de futebol profissional (o jogo também inclui times semiprofissionais, amadores e internacionais) como treinador do time. É possível assinar contratos com jogadores de futebol, gerenciar as finanças do clube e dar instruções aos jogadores. A série Football Manager é uma simulação de gerenciamento do mundo real, com o jogador sendo avaliado em vários fatores pelos proprietários e pela diretoria do clube, que são controlados por inteligência artificial.
Novas adições incluem o uso de árbitros assistentes de vídeo (VAR) em torneios em que ele é usado no mundo real, como a Copa do Mundo FIFA de 2022, bem como uma reestruturação do mecanismo de treinamento existente, permitindo habilidades de treinamento mais aprofundadas. O jogo também apresenta elencos atualizados e, pela primeira vez na série, a licença para as três divisões da Bundesliga.

## Lançamento
Em 6 de agosto de 2018, a Sports Interactive lançou um trailer para o lançamento do jogo, que anunciou sua data como 2 de novembro de 2018. Embora a série tivesse uma edição para Linux desde novembro de 2013, Football Manager 2019 não seria lançado para a plataforma. Uma versão beta do jogo foi disponibilizada em 21 de outubro de 2018.
Football Manager 2019 foi lançado para Windows e macOS em 2 de novembro de 2018. Football Manager 2019 Touch, uma versão projetada para tablets e dispositivos móveis, foi lançada também em 2 de novembro para Windows, macOS, iOS e Android. No mesmo dia, Football Manager 2019 Mobile, uma versão projetada para celulares, foi lançada para iOS e Android. A versão Touch foi portada para Nintendo Switch e lançada em 27 de novembro de 2018 na Europa, Ásia, Austrália e Nova Zelândia e em 6 de dezembro do mesmo ano na América do Norte.

## Recepção
Football Manager 2019 para Windows foi recebido de forma "geralmente favorável" e Football Manager 2019 Touch para Nintendo Switch foi recebido de forma "mista ou moderada" pela crítica especializada, de acordo com o agregador de críticas Metacritic.
A PC Gamer elogiou fortemente o jogo por sua melhoria em relação aos jogos anteriores, afirmando: "Football Manager retorna com uma bolsa cheia de recursos novos e revisados. Ele é o melhor no que faz, e FM19 é o melhor de todos os tempos." A GameSpot elogiou a maneira como o jogo proporcionou ao jogador maior flexibilidade e controle, mas criticou sua falta de acessibilidade. A PCGamesN escreveu positivamente sobre o fato de o balanceamento do jogo ser ótimo no lançamento, afirmando: "A Sports Interactive expôs mais do que nunca o funcionamento do jogo aos jogadores. O jogo parece novo e familiar ao mesmo tempo, sendo o melhor FM que já jogamos no primeiro dia." A GamesRadar+ elogiou o jogo por sua novidade, interface de usuário e acessibilidade, ao mesmo tempo em que o criticou por suas conferências de imprensa e motor de jogo nas partidas.

### Vendas
Em junho de 2019, Miles Jacobson, diretor da série Football Manager, anunciou que FM19 havia vendido mais de 1 milhão de cópias para Windows e macOS. No mês seguinte, Jacobson anunciou que o jogo havia passado a marca de 2 milhões de cópias vendidas em todas as plataformas, incluindo as versões Mobile e Touch.